# 次元論 (代数学)
数学において、次元論（じげんろん、英: dimension theory）は可換環論の一分野であり、可換環の次元の概念や、より一般にスキームのそれを研究する分野である。
理論はアフィン環、すなわち体上有限生成多元環である整域に対しては、はるかに単純である。ネーターの正規化定理により、そのような環のクルル次元は基礎体上の超越次数であり、理論は代数幾何学と並行して進む。代数多様体の次元を参照。一般的な理論は幾何学的でなくなる傾向がある。特に、ネーター的でない環に対して知られていることはほとんどない。（Kaplansky の commutative rings は非ネーターのケースに詳しい。）今日、標準的なアプローチは本質的にブルバキとEGAのアプローチである。これは次数付き加群を本質的に使い、他のものの中で射影多様体の次数の一般化である重複度の役割を強調する。このアプローチでは、クルルの単項イデアル定理は系として現れる。
この記事を通して、{\displaystyle \operatorname {dim} } は環のクルル次元を表し、{\displaystyle \operatorname {ht} } は素イデアルのクルル次元（すなわちその素イデアルにおける局所化のクルル次元）を表す。

## 基本的な結果
R をネーター環または付値環とする。すると
{\displaystyle \operatorname {dim} R[x]=\operatorname {dim} R+1}
である。R がネーター環であるときは、これは下記の基本定理（特に、クルルの単項イデアル定理）から従う。しかしそれはまたより精密な結果からも従う。R の任意の素イデアル {\displaystyle {\mathfrak {p}}} に対して以下が成り立つ。
{\displaystyle \operatorname {ht} ({\mathfrak {p}}R[x])=\operatorname {ht} ({\mathfrak {p}})}.
{\displaystyle {\mathfrak {p}}} に縮小する {\displaystyle R[x]} の任意の素イデアル {\displaystyle {\mathfrak {q}}\supsetneq {\mathfrak {p}}R[x]} に対して、{\displaystyle \operatorname {ht} ({\mathfrak {q}})=\operatorname {ht} ({\mathfrak {p}})+1}
これは基本的な環論の範囲で証明できる(cf. Kaplansky, commutative rings)。ところで、これは特に次のことを言っている。{\displaystyle \operatorname {Spec} R[x]\to \operatorname {Spec} R} の各ファイバーにおいて、長さ {\displaystyle \geq 2} の素イデアルの列は存在しえない。
アルティン環（例えば体）の次元は 0 なので、帰納的に次の公式を得る。アルティン環 R に対して
{\displaystyle \operatorname {dim} R[x_{1},\dots ,x_{n}]=n.}

## 基本定理
{\displaystyle (R,{\mathfrak {m}})} をネーター局所環とし、I を {\displaystyle {\mathfrak {m}}}-準素イデアル（すなわち {\displaystyle {\mathfrak {m}}} のあるベキと {\displaystyle {\mathfrak {m}}} の間にある）とする。{\displaystyle F(t)} を associated graded ring {\displaystyle \operatorname {gr} _{I}R=\oplus _{0}^{\infty }I^{n}/I^{n+1}} のポワンカレ級数とする。つまり、
{\displaystyle F(t)=\sum _{0}^{\infty }\ell (I^{n}/I^{n+1})t^{n}}
ただし {\displaystyle \ell } は（アルティン環 {\displaystyle (\operatorname {gr} _{I}R)_{0}=R/I} 上の）加群の長さを意味する。{\displaystyle x_{1},\dots ,x_{s}} が I を生成するとすれば、それらの {\displaystyle I/I^{2}} における像は次数 1 をもち {\displaystyle \operatorname {gr} _{I}R} を {\displaystyle R/I}-多元環として生成する。ヒルベルト・セールの定理によって、F は位数 {\displaystyle d\leq s} の極を {\displaystyle t=1} にちょうど1つもつ有理関数である。
{\displaystyle (1-t)^{-d}=\sum _{0}^{\infty }{\binom {d-1+j}{d-1}}t^{j}},
であるので、{\displaystyle F(t)=(1-t)^{d}F(t)(1-t)^{-d}} における {\displaystyle t^{n}} の係数は
{\displaystyle \sum _{0}^{N}a_{k}{\binom {d-1+n-k}{d-1}}=(1-t)^{d}F(t)|_{t=1}{n^{d-1} \over {d-1}!}+O(n^{d-2})}
の形であることがわかる。つまり、{\displaystyle \ell (I^{n}/I^{n+1})} は n の次数 {\displaystyle d-1} の多項式 {\displaystyle P} である。P は {\displaystyle \operatorname {gr} _{I}R} のヒルベルト多項式と呼ばれる。
{\displaystyle d(R)=d} とおく。また、{\displaystyle \delta (R)} を R の {\displaystyle {\mathfrak {m}}}-準素イデアルを生成できる、R の元の最小個数とする。我々の目標は次の基本定理を証明することである。
{\displaystyle \delta (R)=d(R)=\dim R}
s を {\displaystyle \delta (R)} であるようにとることができるから、既に上記から {\displaystyle \delta (R)\geq d(R)} である。次に {\displaystyle d(R)\geq \operatorname {dim} R} を {\displaystyle d(R)} についての帰納法で証明する。{\displaystyle {\mathfrak {p}}_{0}\subsetneq \cdots \subsetneq {\mathfrak {p}}_{m}} を R の素イデアルの列とする。{\displaystyle D=R/{\mathfrak {p}}_{0}} とし、x を 0 でも単元でもない D の元とする。x は零因子でないので、完全列
{\displaystyle 0\to D{\overset {x}{\to }}D\to D/xD\to 0}
がある。さて、Hilbert-Samuel 多項式の次数のboundによって {\displaystyle d(D)>d(D/xD)\geq d(R/{\mathfrak {p}}_{1})} である。（これは本質的にアルティン・リースの補題から従う。ステートメントと証明はヒルベルト・サミュエル関数を参照。）{\displaystyle R/{\mathfrak {p}}_{1}} において、列 {\displaystyle {\mathfrak {p}}_{i}} は長さ {\displaystyle m-1} の列になり、したがって、帰納法の仮定と再び次数の評価によって、
{\displaystyle m-1\leq \operatorname {dim} (R/{\mathfrak {p}}_{1})\leq d(R/{\mathfrak {p}}_{1})\leq d(D)-1\leq d(R)-1}
である。主張が従う。{\displaystyle \operatorname {dim} R\geq \delta (R)} を示すことが残っている。正確には、次のことを示す。
補題: R は、任意の i に対して {\displaystyle (x_{1},\dots ,x_{i})} を含む任意の素イデアルの高さは {\displaystyle \geq i} であるような元 {\displaystyle x_{1},\dots ,x_{s}} を含む。
（注意：このとき {\displaystyle (x_{1},\dots ,x_{s})} は {\displaystyle {\mathfrak {m}}}-準素である。）証明は省略する。例えば、Atiyah–MacDonald に証明がある。しかし証明は個人でもできる。アイデアは prime avoidance を使うことだ。

## 基本定理から得られる結果
{\displaystyle (R,{\mathfrak {m}})} をネーター局所環とし、{\displaystyle k=R/{\mathfrak {m}}} とおく。すると、
- {\displaystyle \operatorname {dim} R\leq \operatorname {dim} _{k}{\mathfrak {m}}/{\mathfrak {m}}^{2}}, なぜならば {\displaystyle {\mathfrak {m}}/{\mathfrak {m}}^{2}} の基底は中山の補題によって {\displaystyle {\mathfrak {m}}} の生成集合に持ちあがるからである。等号が成り立つならば、R は正則局所環と呼ばれる。
- {\displaystyle \operatorname {dim} {\widehat {R}}=\operatorname {dim} R}, なぜならば {\displaystyle \operatorname {gr} R=\operatorname {gr} {\widehat {R}}}.
- （クルルの単項イデアル定理）ネーター環において元 {\displaystyle x_{1},\dots ,x_{s}} で生成されるイデアルの高さは高々 s である。逆に、高さ s の素イデアルは s 個の元で生成できる。（証明： {\displaystyle {\mathfrak {p}}} をそのようなイデアルの上にある極小素イデアルとする。すると {\displaystyle s\geq \operatorname {dim} R_{\mathfrak {p}}=\operatorname {ht} {\mathfrak {p}}} である。逆は基本定理の証明の途中で示されている。）

{\displaystyle A\to B} がネーター局所環の射であれば、
{\displaystyle \operatorname {dim} B/{\mathfrak {m}}_{A}B\geq \operatorname {dim} B-\operatorname {dim} A}
である。等号は {\displaystyle A\to B} が平坦であれば、あるいはもっと一般的に上昇定理が成り立てば、成り立つ。（ここで、{\displaystyle B/{\mathfrak {m}}_{A}B} は特別ファイバーと考える。）
証明： {\displaystyle x_{1},\dots ,x_{n}} が {\displaystyle {\mathfrak {m}}_{A}}-準素イデアルを生成するとし、{\displaystyle y_{1},\dots ,y_{m}} をそれらの像が {\displaystyle {\mathfrak {m}}_{B}/{\mathfrak {m}}_{A}B}-準素イデアルを生成するようなものとする。するとある s について {\displaystyle {{\mathfrak {m}}_{B}}^{s}\subset (y_{1},\dots ,y_{m})+{\mathfrak {m}}_{A}B} である。両辺を何乗かすることにより、{\displaystyle {\mathfrak {m}}_{B}} のあるベキが {\displaystyle (y_{1},\dots ,y_{m},x_{1},\dots ,x_{n})} に含まれることがわかる。すなわち、後者のイデアルは {\displaystyle {\mathfrak {m}}_{B}}-準素である。したがって、{\displaystyle m+n\geq \dim B} である。等号については going-down property から直ちに従う。
R がネーター局所環であれば、
{\displaystyle \dim R[x]=\dim R+1}.
証明： {\displaystyle {\mathfrak {p}}_{0}\subsetneq {\mathfrak {p}}_{1}\subsetneq \cdots \subsetneq {\mathfrak {p}}_{n}} が R の素イデアルの鎖であれば、{\displaystyle {\mathfrak {p}}_{i}R[x]} は {\displaystyle R[x]} の素イデアルの鎖であるが、{\displaystyle {\mathfrak {p}}_{n}R[x]} は極大イデアルではない。したがって、{\displaystyle \dim R+1\leq \dim R[x]} である。逆向きの不等号を言うために、{\displaystyle {\mathfrak {q}}} を {\displaystyle R[x]} の極大イデアルとし、{\displaystyle {\mathfrak {p}}=R\cap {\mathfrak {q}}} とする。{\displaystyle R[x]/{\mathfrak {p}}R[x]=(R/{\mathfrak {p}})[x]} は単項イデアル整域であるので、前の不等式によって {\displaystyle 1+\operatorname {dim} R\geq 1+\operatorname {dim} R_{\mathfrak {p}}\geq \operatorname {dim} R[x]_{\mathfrak {q}}} を得る。{\displaystyle {\mathfrak {q}}} は任意だったので、このことより {\displaystyle 1+\operatorname {dim} R\geq \operatorname {dim} R[x]} である。

## 正則環
R をネーター環とする。有限 R-加群 M の射影次元は R の射影分解の最短の長さ（無限でもよい）であり、{\displaystyle \operatorname {pd} _{R}M} と表記される。{\displaystyle \operatorname {gl.dim} R=\sup\{\operatorname {pd} _{R}M\mid M{\text{ is a finite module}}\}} とおく。これは R の大域次元と呼ばれる。
R は局所環で、その剰余体を k とする。
補題 ― {\displaystyle \operatorname {pd} _{R}k=\operatorname {gl.dim} R} （無限でもよい）.
証明： 次のことを主張する。任意の有限 R-加群 M に対して、
{\displaystyle \operatorname {pd} _{R}M\leq n\Leftrightarrow \operatorname {Tor} _{n+1}^{R}(M,k)=0}.
dimension shifting （cf. 下記のセールの定理の証明）によって、{\displaystyle n=0} に対してこれを証明すれば十分である。するとしかし、平坦性の局所的判定法によって、{\displaystyle \operatorname {Tor} _{1}^{R}(M,k)=0\Rightarrow M{\text{ flat }}\Rightarrow M{\text{ free }}\Rightarrow \operatorname {pd} _{R}(M)\leq 0} である。今、 
{\displaystyle \operatorname {gl.dim} R\leq n\Rightarrow \operatorname {pd} _{R}k\leq n\Rightarrow \operatorname {Tor} _{n+1}^{R}(-,k)=0\Rightarrow \operatorname {pd} _{R}-\leq n\Rightarrow \operatorname {gl.dim} R\leq n}
であるので、証明が完了する。
補題 ― {\displaystyle R_{1}=R/fR} とし、f を R の非零因子とする。f が有限加群 M 上非零因子であれば、{\displaystyle \operatorname {pd} _{R}M\geq \operatorname {pd} _{R_{1}}(M\otimes R_{1})}.
証明： {\displaystyle \operatorname {pd} _{R}M=0} であれば、M は R-自由でありしたがって {\displaystyle M\otimes R_{1}} は {\displaystyle R_{1}}-自由である。次に  {\displaystyle \operatorname {pd} _{R}M>0} と仮定する。すると、K がある自由加群から M への全射の核であるとき、{\displaystyle \operatorname {pd} _{R}K=\operatorname {pd} _{R}M-1} である。したがって、帰納法により、{\displaystyle \operatorname {pd} _{R}M=1} の場合を考えれば十分である。このとき射影分解
{\displaystyle 0\to P_{1}\to P_{0}\to M\to 0},
が存在して、これより
{\displaystyle \operatorname {Tor} _{1}^{R}(M,R_{1})\to P_{1}\otimes R_{1}\to P_{0}\otimes R_{1}\to M\otimes R_{1}\to 0}.
しかし、{\displaystyle 0\to R{\overset {f}{\to }}R\to R_{1}\to 0} を M でテンソルすることで、最初の項が消えることがわかる。それゆえ、{\displaystyle \operatorname {pd} _{R}(M\otimes R_{1})} は高々 1 である。
セールの定理 ― R が正則 {\displaystyle \Leftrightarrow \operatorname {gl.dim} R<\infty \Leftrightarrow \operatorname {gl.dim} R=\dim R.}
証明： R が正則であれば、{\displaystyle k=R/(f_{1},\dots ,f_{n})} と書ける、ただし {\displaystyle f_{i}} はパラメータの正則系である。有限加群の完全列 {\displaystyle 0\to M{\overset {f}{\to }}M\to M_{1}\to 0}、 f は極大イデアルのある元、{\displaystyle \operatorname {pd} _{R}M<\infty } によって、
{\displaystyle 0=\operatorname {Tor} _{i+1}^{R}(M,k)\to \operatorname {Tor} _{i+1}^{R}(M_{1},k)\to \operatorname {Tor} _{i}^{R}(M,k){\overset {f}{\to }}\operatorname {Tor} _{i}^{R}(M,k),\quad i\geq \operatorname {pd} _{R}M.}
しかしここで f は k を殺すので 0 である。したがって、{\displaystyle \operatorname {Tor} _{i+1}^{R}(M_{1},k)\simeq \operatorname {Tor} _{i}^{R}(M,k)} でありその結果 {\displaystyle \operatorname {pd} _{R}M_{1}=1+\operatorname {pd} _{R}M} である。これを使って、次を得る。
{\displaystyle \operatorname {pd} _{R}k=1+\operatorname {pd} _{R}(R/(f_{1},\dots ,f_{n-1}))=\cdots =n.}
逆の証明は {\displaystyle \operatorname {dim} R} についての帰納法による。inductive step を先にやる。{\displaystyle f_{1}} をパラメータ系の元として {\displaystyle R_{1}=R/f_{1}R} とおく。R が正則であることを示すためには、{\displaystyle R_{1}} が正則であることを示せば十分である。しかし、{\displaystyle \dim R_{1}<\dim R} であるので、帰納法の仮定と前の補題で {\displaystyle M=k} としたものによって、
{\displaystyle \operatorname {pd} _{R}k=\operatorname {gl.dim} R<\infty \Rightarrow \operatorname {pd} _{R_{1}}k=\operatorname {gl.dim} R_{1}<\infty \Rightarrow R_{1}{\text{ regular}}.}
basic step が残っている。{\displaystyle \operatorname {dim} R=0} とする。{\displaystyle \operatorname {gl.dim} R} が有限であれば 0 であると主張する。（このことは R が半単純環、すなわち体であることを意味している。）もしそうでないと仮定すると、ある有限加群 {\displaystyle M} が存在して {\displaystyle 0<\operatorname {pd} _{R}M<\infty } であり、したがって実は {\displaystyle \operatorname {pd} _{R}M=1} であるような M が存在する。中山の補題によって、全射 {\displaystyle u:F\to M} であって {\displaystyle u\otimes 1:F\otimes k\to M\otimes k} が同型であるようなものが存在する。K でその核を表記すれば、
{\displaystyle 0\to K\to F{\overset {u}{\to }}M\to 0}.
{\displaystyle \operatorname {pd} _{R}K=\operatorname {pd} _{R}M-1=0} であるので、K は自由である。{\displaystyle \operatorname {dim} R=0} であるので、極大イデアル {\displaystyle {\mathfrak {m}}} は R の素因子である。すなわち、ある s ∈ R に対して {\displaystyle {\mathfrak {m}}=\operatorname {ann} (s)} である。{\displaystyle K\subset {\mathfrak {m}}M} であるので、{\displaystyle sK=0} である。K は 0 でないので、このことは {\displaystyle s=0} を意味し、矛盾である。証明が完了した。

## 深さ
R を環とし M をその上の加群とする。R の元の列 {\displaystyle x_{1},\dots ,x_{n}} は次のとき正則列と呼ばれる。{\displaystyle x_{1}} は {\displaystyle M} の零因子でなく、{\displaystyle x_{i}} は各 {\displaystyle i=2,\dots ,n} について {\displaystyle M/(x_{1},\dots ,x_{i-1})M} の零因子でない。
R を局所環とし、その極大イデアルを m とする。すると、M の深さは m における任意の極大正則列 {\displaystyle x_{i}} の長さの上限である。{\displaystyle \operatorname {depth} M\leq \operatorname {dim} R} であることを（例えば帰納法によって）示すのは容易である。R の深さが次元に等しいとき、R はコーエン・マコーレー環と呼ばれる。
命題 ― {\displaystyle \operatorname {depth} M=\sup\{n|\operatorname {Ext} _{R}^{i}(k,M)=0,i<n.\}}
Auslander–Buchsbaum formula は深さと射影次元を関係づける。
定理 ― M をネーター局所環 R 上有限加群であるとする。{\displaystyle \operatorname {pd} _{R}M<\infty } であれば、
{\displaystyle \operatorname {pd} _{R}M+\operatorname {depth} M=\operatorname {depth} R.}